# Limburgs Krijt

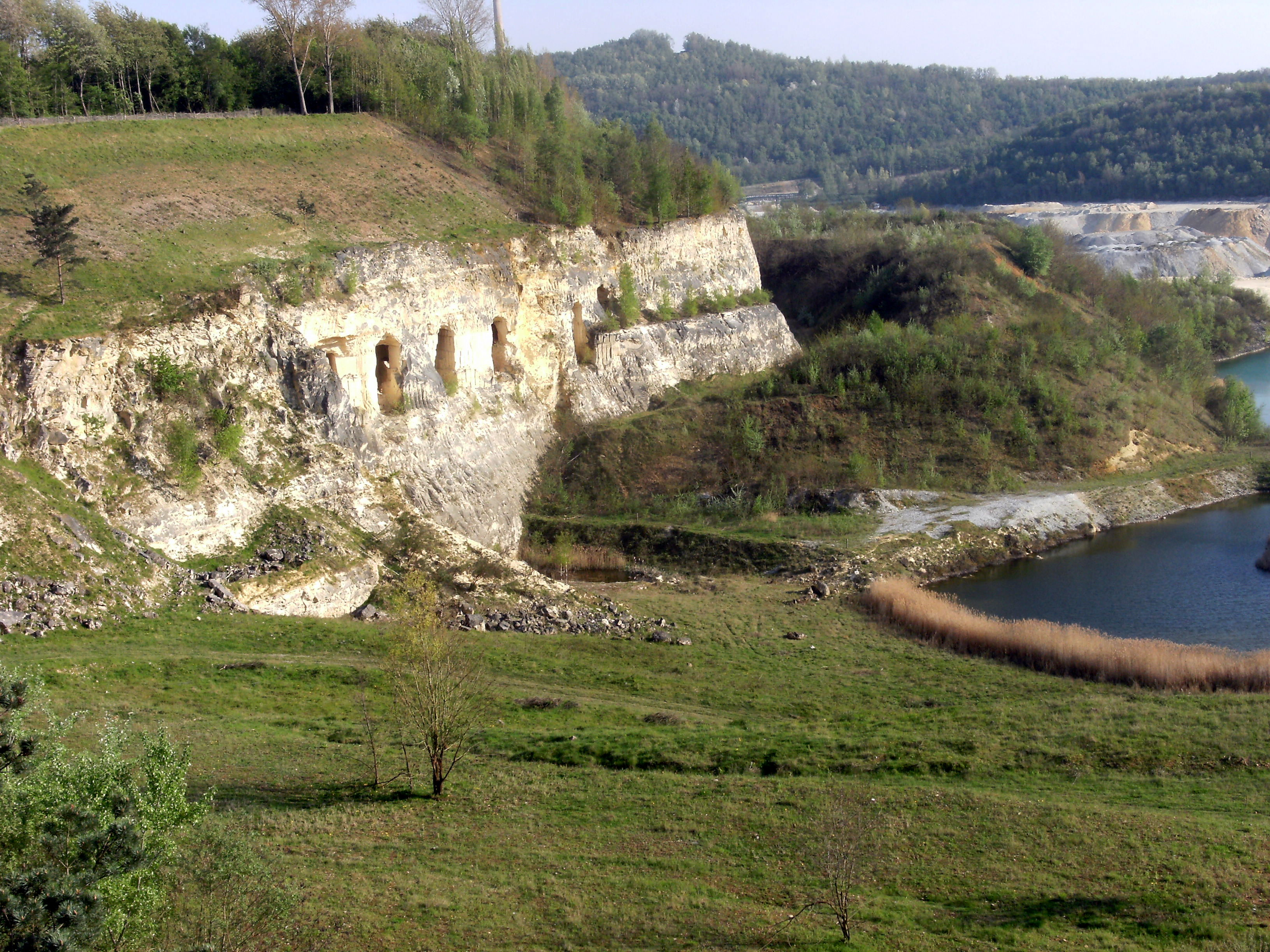
ENCI groeve Maastricht

Het Limburgs Krijt is het gesteente dat op veel plaatsen in Zuid-Limburg en aangrenzend gebieden in Duitsland en België dagzoomt. Het bevat voornamelijk kalk (krijtgesteente dat in Limburg mergel wordt genoemd) maar ook zand. De formaties maken deel uit van het de Krijtkalk Groep.
Het Limburgse Krijt is gevormd aan het einde van het Krijt, vanaf halverwege het tijdperk Campaan (83,5 - 70,6 Ma) en vooral in het daarop volgende Maastrichtien (70,6 - 65,5 Ma). Voor het Campaan lagen het huidige België en Zuid-Nederland droog, zodat er geen afzettingen uit die tijd bewaard zijn gebleven. De zeespiegelstijging aan het einde van het Krijt maakte dat dit gebied rond 75 Ma in een moeras veranderde, en later in een zee, die de Krijtzee wordt genoemd.
Het Limburgs Krijt bestaat uit grotendeels ongeconsolideerde sedimenten; het totale pakket is rond de 140 m dik. Het kan (van oud naar jong) worden ingedeeld in een vijftal formaties:
- Akens zand
- Vaalser groenzand
- Gulpense kalk
- Kunrader kalk
- Maastrichtse kalk

Op de Maastrichtse kalk volgen sedimenten uit het Paleoceen.
In de loop van het Tertiair is het hele gebied omhoog gekomen door tektonische opheffing. In de dikke laag kalk (mergel) werden door de Maas rivierterrassen uitgesleten. Elders vormde zich het Limburgse plateaulandschap op de kalkrijke bodems.